# ダンカン1世 (スコットランド王)
ダンカン1世（Duncan I, スコットランド語：Donnchad mac Crínáin, 1001年 - 1040年8月14日）は、スコットランド王（在位：1034年 - 1040年）。マルカム2世の長女ベソックとアサル領主でダンケルドの大修道院長クリナンの間に生まれた。

## 生涯
1018年、スコットランドの南側にあるブリトン人のストラスクライド王国の王位を継承した。1034年に祖父マルカム2世の死去によりダンカン1世となったときには、ストラスクライドとあわせて、現在のスコットランドとほぼ同じ領域を手中にした。
彼は1039年のイングランド北部にあるダラムへの侵攻が失敗して重臣たちの信望を失い、1040年に従弟のマクベスに殺害された。

## 子女
1030年頃にノーサンブリア伯シューアドの妹シビルと結婚し、息子を儲けた。
- マルカム3世（1031年 - 1093年）[注 1] - スコットランド王（1058年 - 1093年）
- ドナルド3世（1033年? - 1097年） - スコットランド王（1093年 - 1094年5月、1094年11月 - 1097年）
- メールミュア（Melmare） - アサル伯家、オークニー伯家祖（共に断絶）[4]